# 我的孩子們
《我的孩子們》（All My Children ，通常缩写为AMC ）是一部美国电视肥皂剧，其于 1970 年1月5日至2011年9月23日在ABC播出，並于 2013年4月29日至9月2日經Hulu、Hulu Plus和iTunes在The Online Network (TOLN)播出。《我的孩子們》由安尼斯·尼克森創作，該劇的地點設定為位于宾夕法尼亚州的派恩谷（Pine Valley），其為一个虚构的费城郊区，並模仿了現實中费城的郊区羅斯蒙特。最初的系列（第一期）是以苏珊·卢琪饰演的Erica Kane为主要特色，她是日間电视時段中最受欢迎的角色之一。  
《我的孩子們》是1970年代首部新的網絡日间电视剧。该系列从每期半小时开始，及後於1977年4月25日扩展至1小时。
该节目的曾深受歡迎，在1978-79季度的日間尼尔森收视率中，《我的孩子們》排名第一。及後，1980年代至1990年代初期，《我的孩子们》播放第二期。然而，与美国其他肥皂剧一样， 《我的孩子们》在2000年代的日间收视率急遽下降；到2010年代，其已成为日间時段中收视率最低的肥皂剧之一。

## 奖项及提名
日間時段艾美獎：
- 1972，Outstanding Achievement by Individuals in Daytime Drama Mary Fickett - 提名

- 1973年，Outstanding Achievement in Daytime Drama - Individuals Mel Handelsman - 獲獎